# Tiberias
Tiberias či Tiberiada (hebrejsky טבריה‎ Tverja, Teverja; arabsky طبريا‎, Ṭabaríja, v oficiálním přepisu do angličtiny Tiberias, přepisováno též Teverya nebo Tveria) je město v Izraeli, v severním distriktu.

## Geografie
Leží v Dolní Galileji v nadmořské výšce 200 m pod úrovní moře, v příkopové propadlině u břehů Galilejského jezera. Břehy jezera zde prudce stoupají na hřbet zlomové vyvýšeniny, která se severojižním směrem táhne v délce přibližně 10 km. V blízkosti města ji tvoří vrch Tel Ma'on (250 m n. m.). Právě tento kopec se nachází nad městem Tiberias, jehož historické jádro sice leží přímo u břehu Galilejského jezera, ale novější obytné čtvrti stoupají po svazích až na vrcholové partie Tel Ma'on. Okraje zástavby Tiberiady tak mají výškový rozdíl téměř 500 metrů. Dál k jihu pak zmíněný terénní zlom pokračuje horou Har Menor a vysočinou Ramat Porija. Jeho východní svahy, přivrácené k jezeru, jsou jižně od Tiberiady pokryty lesoparkovým komplexem Ja'ar Švejc (Švýcarský les), který člení četná vádí padající odtud k jezeru (například vádí Nachal Bereniki) . Dál k západu od města pokračuje volná, zemědělsky využívaná krajina Dolní Galileje, jež opět prudce klesá do Javne'elského údolí. Pouze úzký hřbet vybíhá k severozápadu a umožňuje tak plynulé silniční spojení mezi Tiberiadou a vnitrozemím Izraele.
Severně od města je jednolité zlomové pohoří lemující břehy jezera narušeno částečným poklesem údolí Bik'at Arbel, kterým k jezeru prochází vádí Nachal Rakat. Toto údolí tvoří rovinatý mezistupeň, jenž na severovýchodní straně opět strmě spadá ke Galilejskému jezeru u vrcholku Har Arbel.
Tiberiadu obývají Židé, přičemž osídlení v tomto regionu je převážně židovské. Výjimkou je vesnice Chamam cca 5 kilometrů severozápadním směrem, kterou obývají izraelští Arabové.
Město je na dopravní síť napojeno pomocí dálnice číslo 90, jež sleduje západní břeh Galilejského jezera. Od západu sem ústí dálnice číslo 77.

## Dějiny

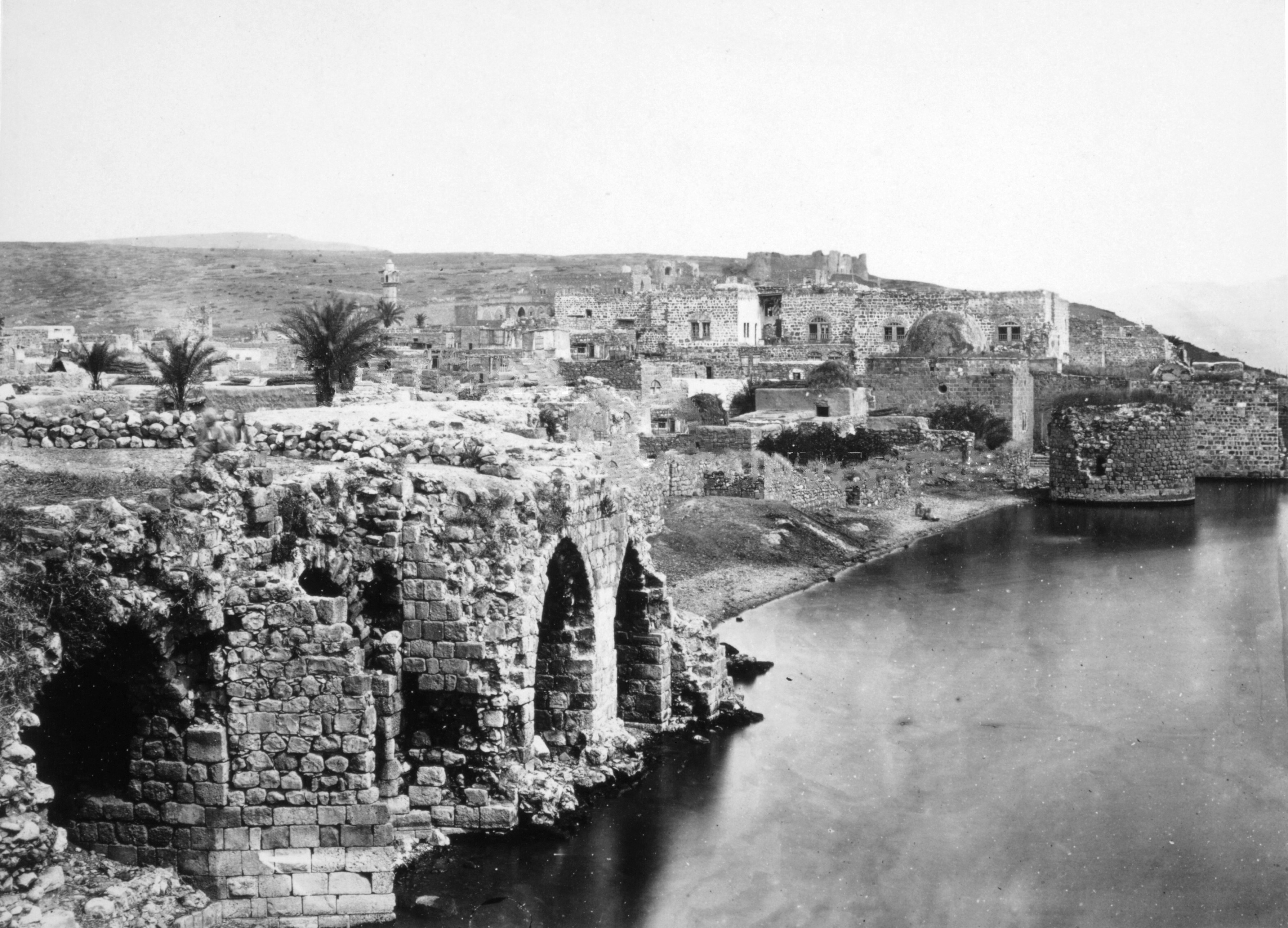
Ruiny antické Tiberiady, 1862

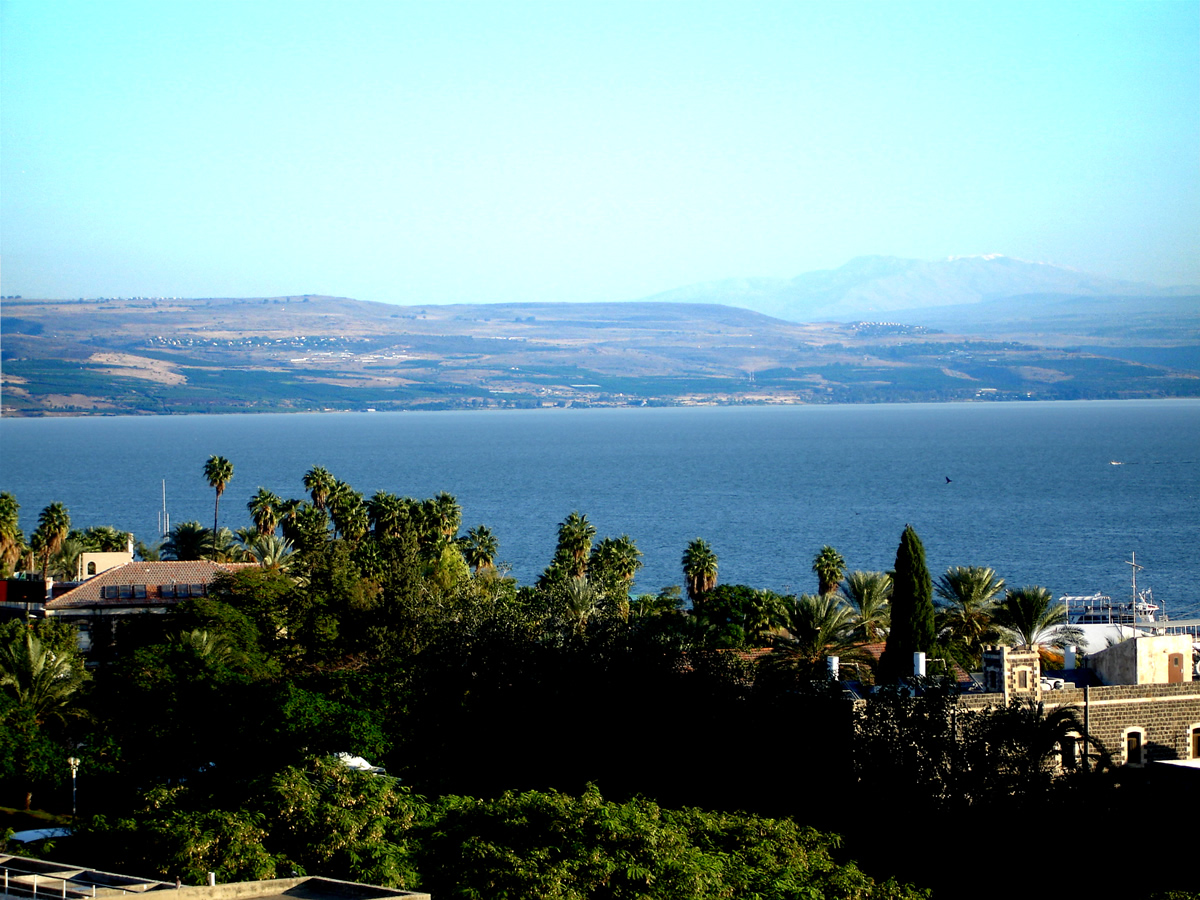
Pohled z Tiberiady na sever přes Galilejské jezero

Město bylo pojmenováno na počest římského císaře Tiberia. Samo jméno Tiberias se v Římě ujalo ze starořeckého Τιβεριάς (Tiberiás, v moderní řečtině Τιβεριάδα, Tiveriáda) a po jeho adaptaci na semitské jazyky si uchovalo ženský rod – ostatně v hebrejštině je název města možné vnímat jako popis ženy, která „je krásná svým vzhledem (tov = dobrý, krásný; re'ija = vzhled).“
Bylo vybudováno kolem roku 20 králem Herodem Antipou, synem Heroda Velikého na místě zničené vesnice Rakkat, a stalo se hlavním městem jeho království v Galileji.
Za Herodových časů se Židé odmítli v těchto místech usadit, protože přítomnost hřbitovů byla považována za nečistou. Nicméně Antipas rozkázal město osídlit a násilně nechal přestěhovat obyvatele Galileje do svého nového hlavního města. Židovský soud (sanhedrin) se do Tiberiady nakonec přestěhoval také. Po vyhnání všech Židů z Jeruzaléma v roce 135 se Tiberias a město Seforis staly novými centry židovské kultury. Počátky Mišny, která se později vyvinula v Jeruzalémský talmud, mohly proto být sepsány zde.
V roce 613 zdejší židovští vzbouřenci proti byzantskému císaři Herakleiovi začali pomáhat jeho perským nepřátelům. Během byzantské a arabské nadvlády poklesl význam Tiberiady a město bylo zpustošeno válkami a zemětřeseními. I přes úpadek města, komunita zdejších masoretských učenců vzkvétala od 8. do konce 10. století. Tito učenci vytvořili systematickou písemnou podobu vokalizace antické hebrejštiny, která je v judaismu dodnes používána. Vrchol masoretská komunita zažila s příchodem Árona ben Moše ben Ašera, který vybrousil vokalizaci hebrejského textu, dnes známou jako tiberiadský systém. Během křížových výprav se Tiberias stala centrem Galilejského knížectví, vazalského panství v Jeruzalémském království. Oblast se někdy také nazývala Tiberiadské knížectví nebo Tiberiad. Sultán Saladin město oblehl během své invaze do jeruzalémského království v roce 1187 a v 4. července porazil křižáky v bitvě u Hattínu, když se pokoušeli město od Saladina osvobodit. V té době byla původní oblast města opuštěna a obyvatelé se přesunuli na jeho severní stranu, tam, kde je dnešní centrum města.
V roce 1558 si Gracia Mendes Nasi, bohatá židovská bankéřka z rodu aragonsko-portugalských nucených konvertitů (inkvizicí nazývaných marranos), pronajala od tureckého sultána Sulejmana I. prostor Tiberiady. Nechala rekonstruovat městské hradby, vybudovala židovskou vysokou školu (tzv. ješivu) a podporovala evropské Židy, prchající před inkvizicí, kteří se mohli v Tiberiadě usadit. Další období rozkvětu nastalo pro město za sto let, kdy byla znovu zničená Tiberias osídlena chasidskými Židy.
Během 18. a 19. století město zažilo příliv rabínů, kteří z Tiberiady vytvořili centrum židovského náboženství. Tiberias se stala jedním ze čtyř svatých měst, společně s Jeruzalémem, Hebronem a Safedem. V roce 1837 bylo ale město silně poškozeno zemětřesením.
V roce 1936, na počátku arabského povstání v Palestině bylo město dějištěm násilností, při kterých bylo Araby zabito několik Židů. Během války za nezávislost v roce 1948 bylo město ovládnuto izraelskými silami a arabská populace byla vysídlena.
Dnes je Tiberias jedním z nejvyhledávanějších turistických letovisek v severním Izraeli. Jižně od města stojí velká Nemocnice Porija.
V říjnu roku 2004 kontroverzní skupina rabínů vznesla nárok na zastupování různorodých společností v Izraeli, podnikla obřad v Tiberiadě a vyhlásila ustavení nového Sanhedrinu.
Profesor Jic'har Hirschfeld z Hebrejské univerzity v Jeruzalémě vedl dlouhotrvající archeologické vykopávky v Tiberiadě, do kterých se zapojilo i mnoho dobrovolníků. V listopadu 2006 profesor Hirschfeld náhle zemřel na mozkovou mrtvici. Vykopávky pak převzali dobrovolníci.

## Demografie
Podle údajů z roku 2009 tvořili naprostou většinu obyvatel Židé – přibližně 38 200 osob (včetně statistické kategorie „ostatní“, která zahrnuje nearabské obyvatele židovského původu, ale bez formální příslušnosti k židovskému náboženství, přibližně 40 700 osob).
Jde o středně velkou obec městského typu s dlouhodobě stagnující populací. K 31. prosinci 2017 zde žilo 43 700 lidí.
| Rok  | Obyvatelé |
| ---- | --------- |
| 1948 | 5 555     |
| 1949 | 7 700     |
| 1950 | 12 200    |
| 1951 | 16 000    |
| 1952 | 16 200    |
| 1953 | 16 300    |
| 1954 | 16 500    |
| 1955 | 16 800    |
| 1956 | 17 500    |
| 1957 | 19 200    |
| 1958 | 19 800    |
| 1959 | 20 600    |

| Rok  | Obyvatelé |
| ---- | --------- |
| 1960 | 20 700    |
| 1961 | 21 100    |
| 1962 | 22 300    |
| 1963 | 23 300    |
| 1964 | 23 400    |
| 1965 | 23 300    |
| 1966 | 23 300    |
| 1967 | 23 500    |
| 1968 | 23 600    |
| 1969 | 23 600    |
| 1970 | 23 900    |
| 1971 | 24 200    |

| Rok  | Obyvatelé |
| ---- | --------- |
| 1972 | 23 800    |
| 1973 | 25 300    |
| 1974 | 25 400    |
| 1975 | 26 000    |
| 1976 | 26 300    |
| 1977 | 26 900    |
| 1978 | 27 500    |
| 1979 | 28 300    |
| 1980 | 28 700    |
| 1981 | 29 000    |
| 1982 | 29 300    |
| 1983 | 28 200    |

| Rok  | Obyvatelé |
| ---- | --------- |
| 1984 | 29 500    |
| 1985 | 30 200    |
| 1986 | 30 600    |
| 1987 | 30 800    |
| 1988 | 31 200    |
| 1989 | 31 700    |
| 1990 | 33 400    |
| 1991 | 37 600    |
| 1992 | 35 600    |
| 1993 | 35 900    |
| 1994 | 36 400    |
| 1995 | 35 746    |

| Rok  | Obyvatelé |
| ---- | --------- |
| 1996 | 36 744    |
| 1997 | 37 291    |
| 1998 | 37 710    |
| 1999 | 38 400    |
| 2000 | 39 350    |
| 2001 | 39 851    |
| 2002 | 39 800    |
| 2003 | 40 100    |
| 2004 | 39 900    |
| 2005 | 40 000    |
| 2006 | 40 000    |
| 2007 | 39 700    |

| Rok  | Obyvatelé |
| ---- | --------- |
| 2008 | 41 600    |
| 2009 | 41 300    |
| 2010 | 41 700    |
| 2011 | 41 700    |
| 2012 | 41 702    |
| 2013 | 42 000    |
| 2014 | 42 300    |
| 2015 | 42 600    |
| 2016 | 43 100    |
| 2017 | 43 700    |
| 2018 | 44 200    |

## Galerie

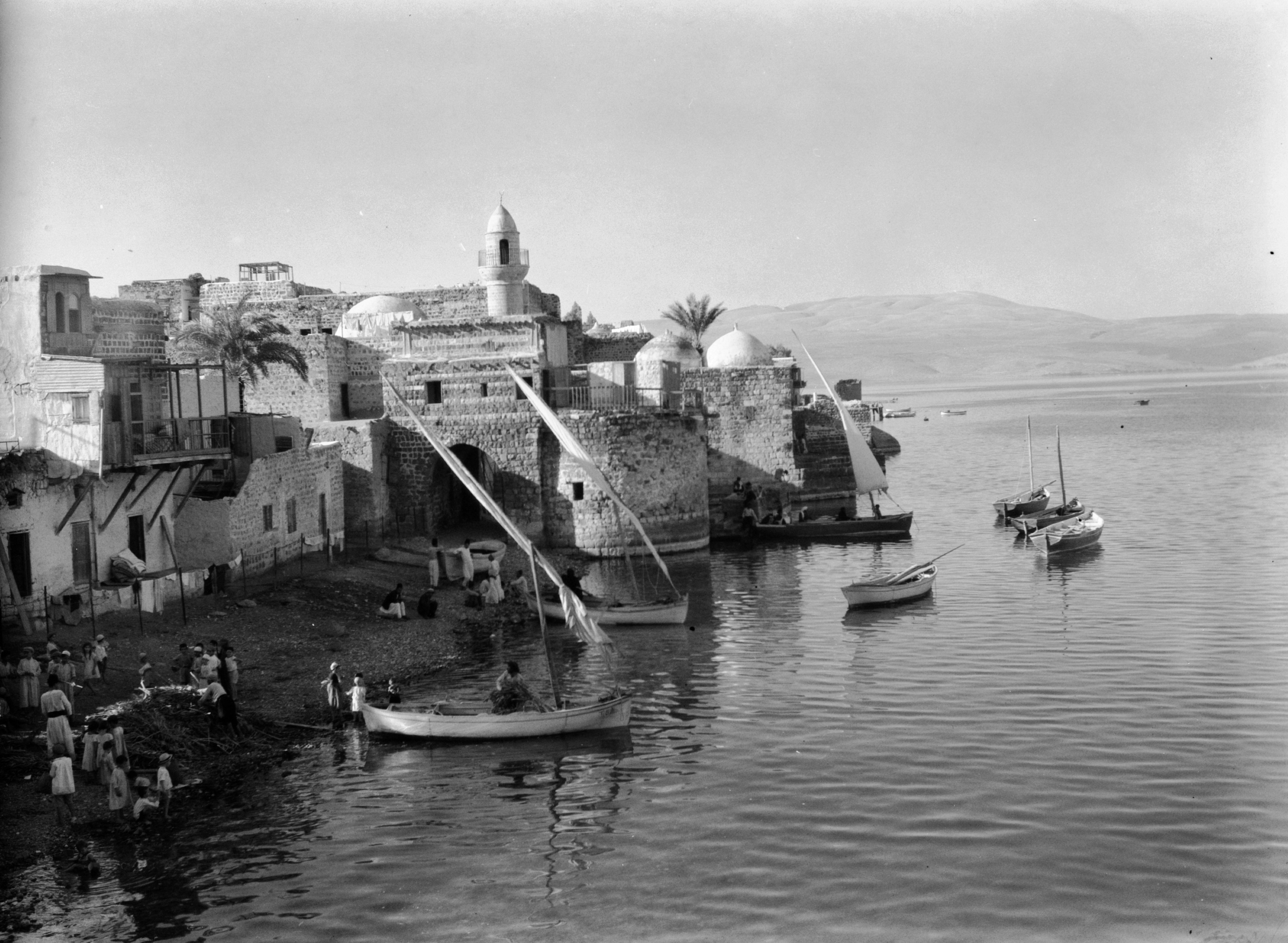
Tiberias v roce 1900-1920
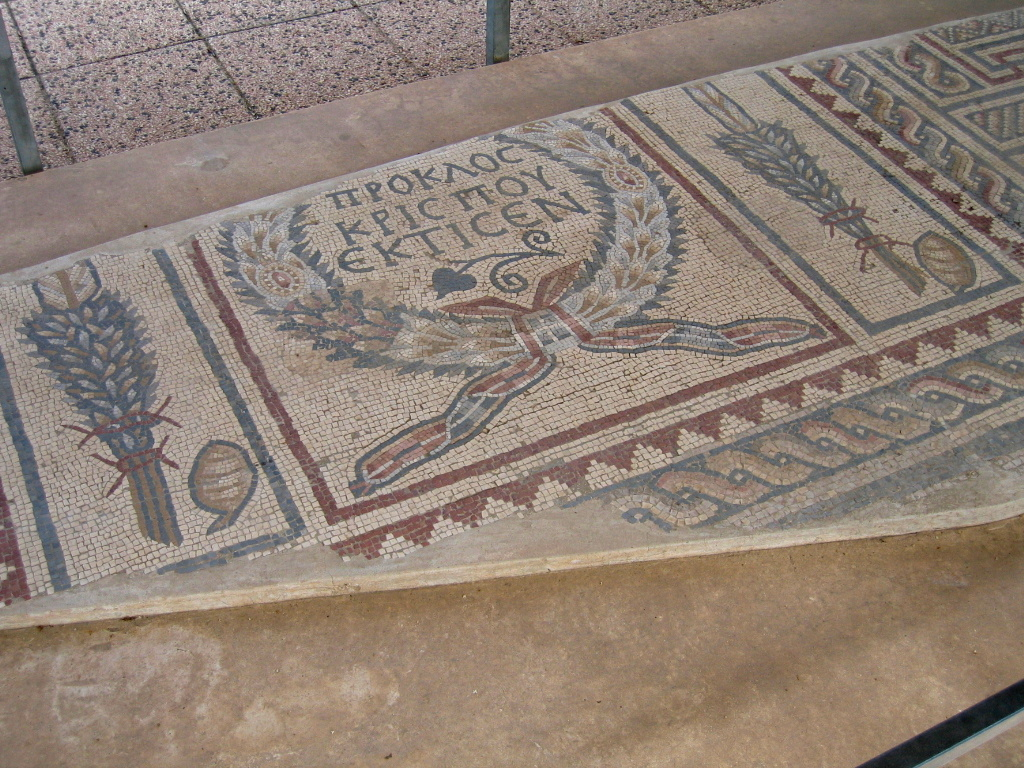
Mozaika na podlaze v tiberiadské synagoze
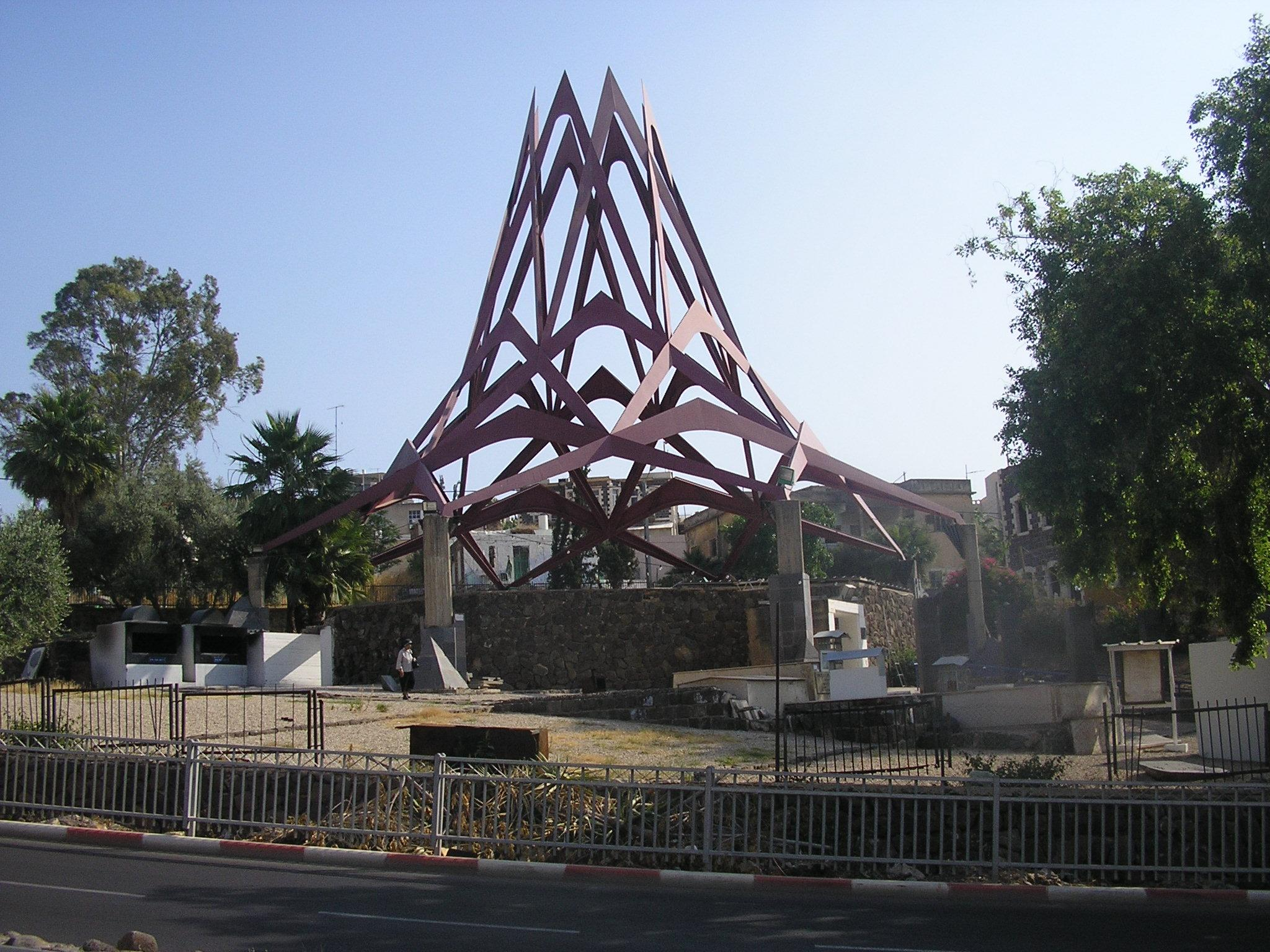
Kever Rambam – hrobka slavného židovského rabína, učence a lékaře Maimonida, zvaného Rambam
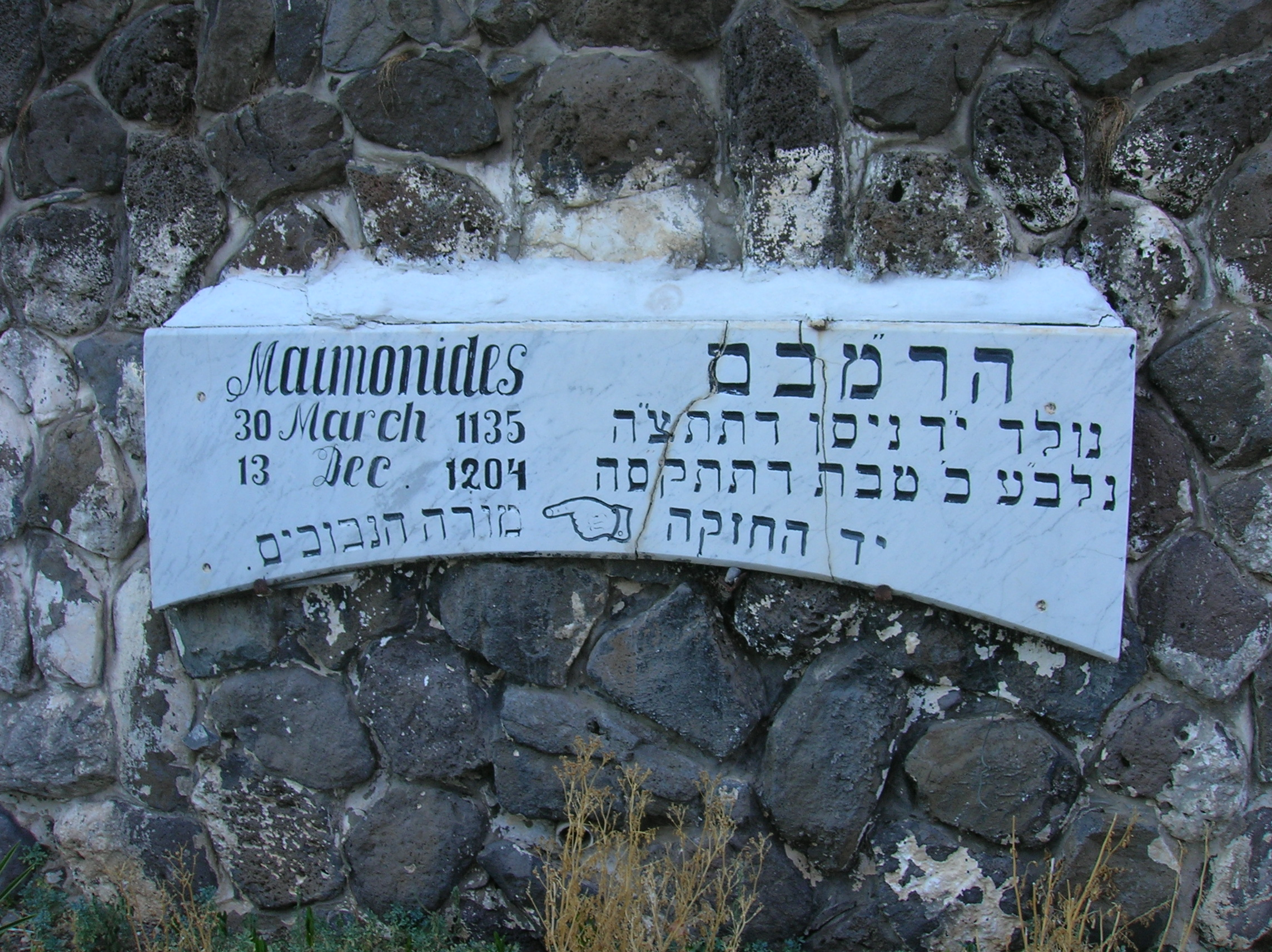
Detail Maimonidova náhrobku
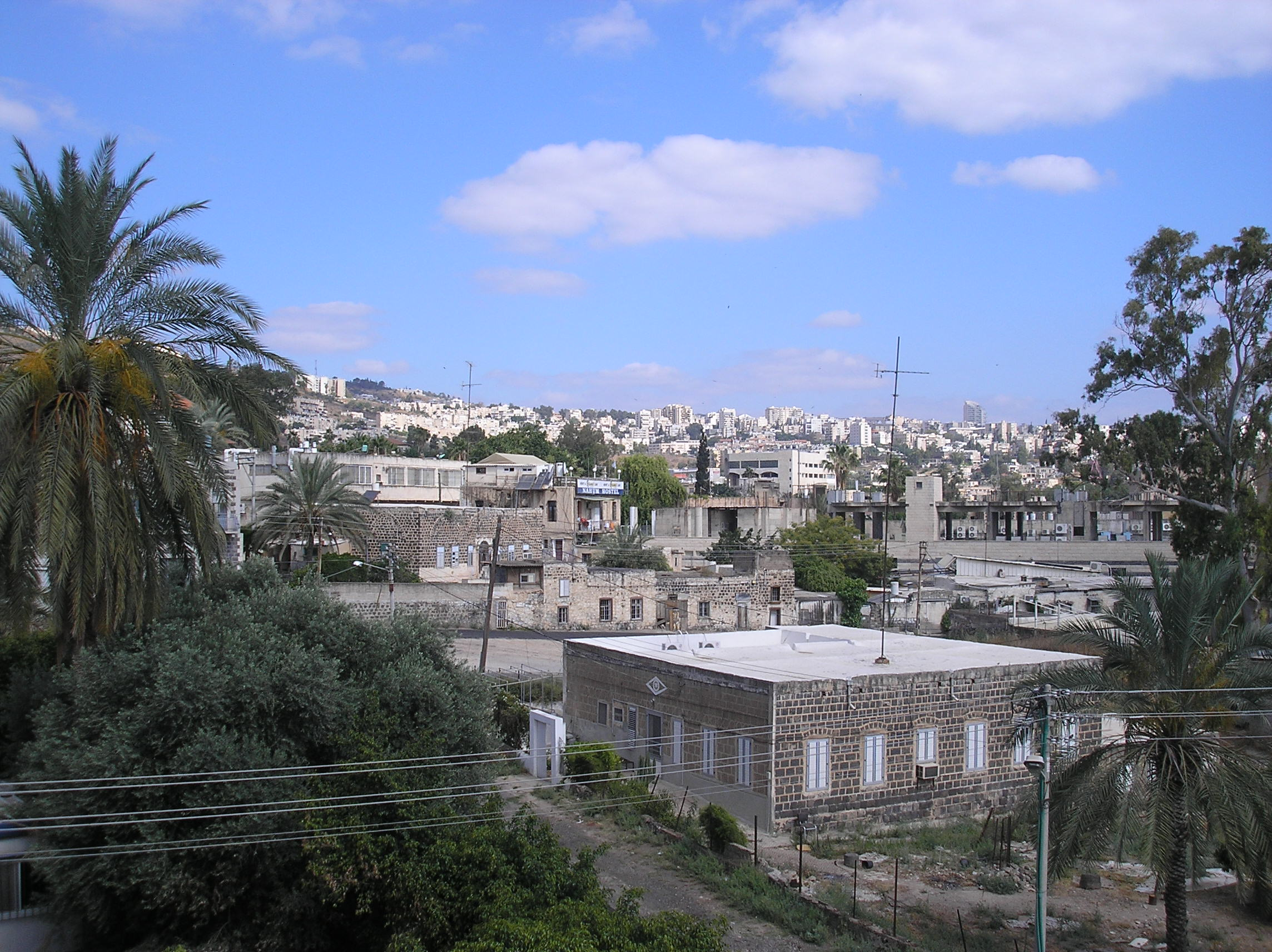
Město Tiberias
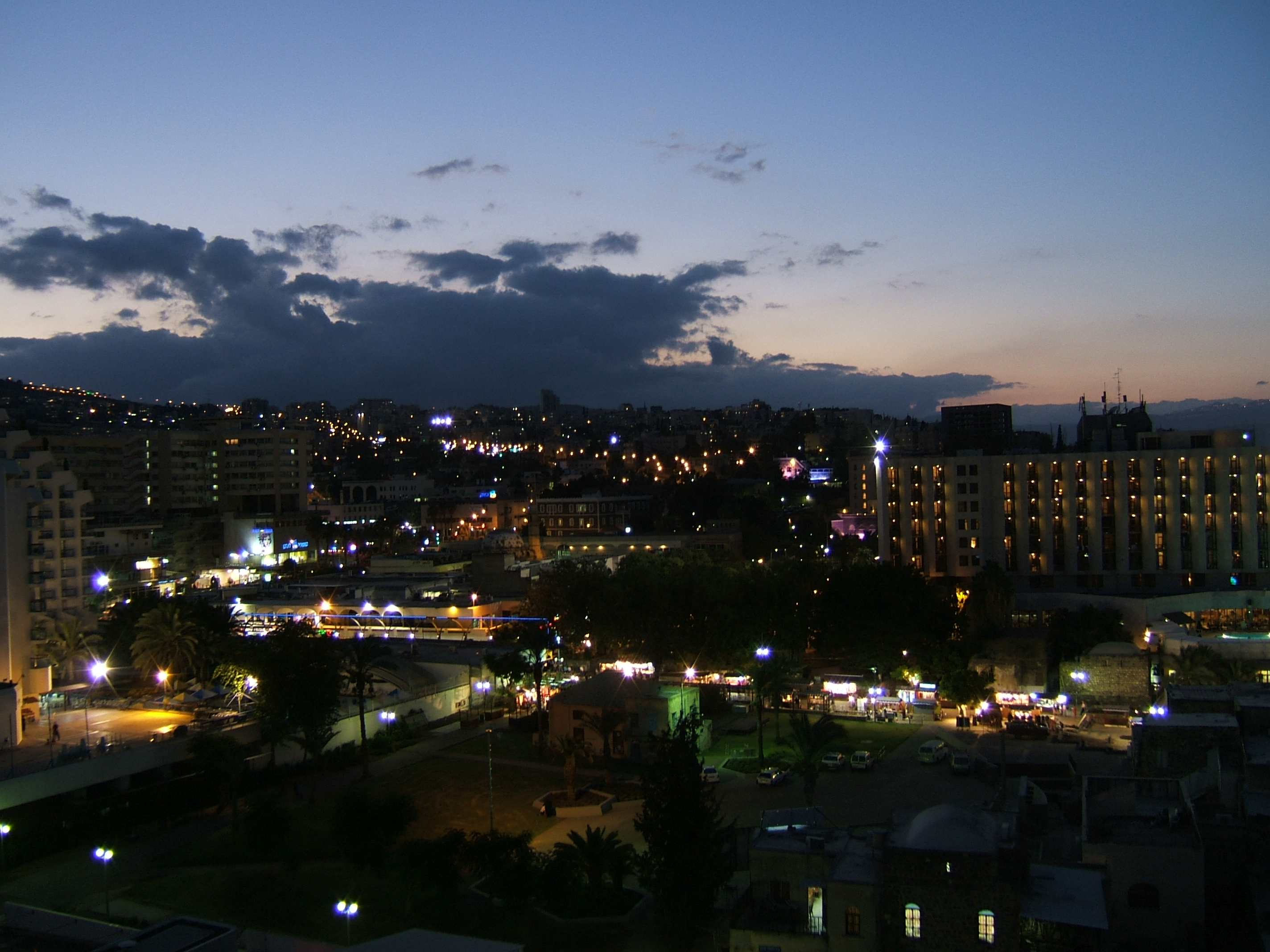
Dnešní Tiberias v noci
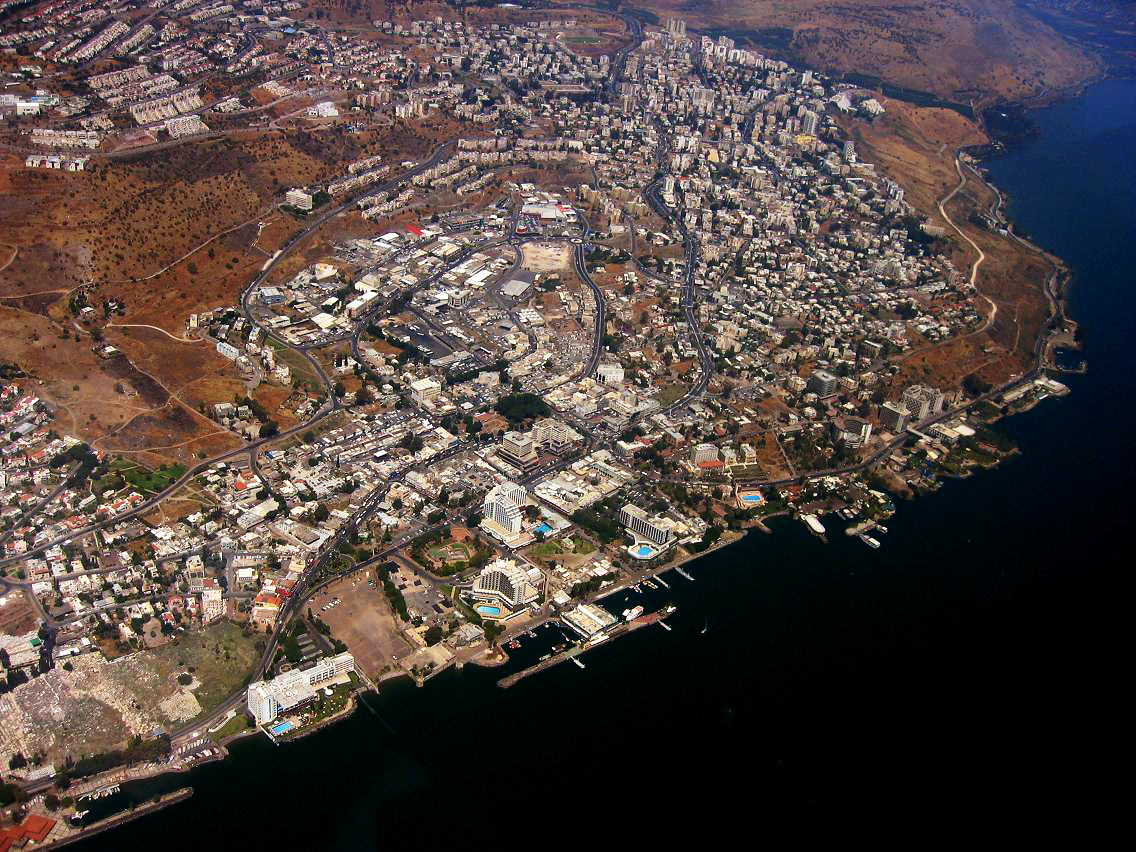
Město Tiberias z ptačí perspektivy
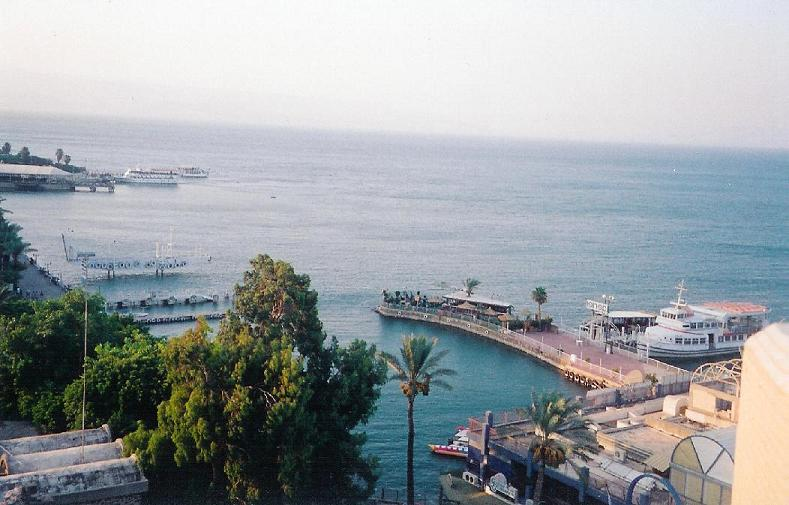
Tiberiadský přístav
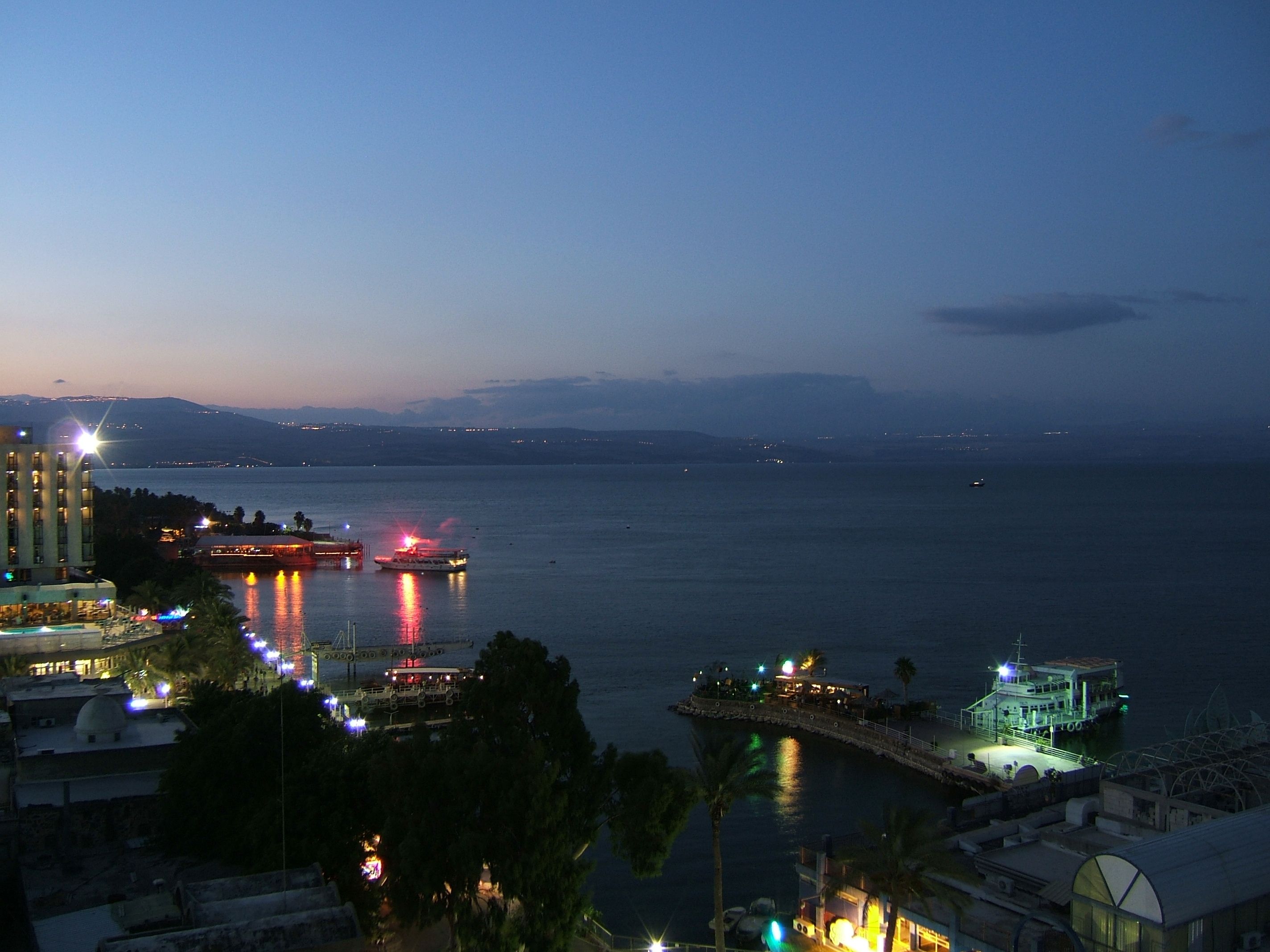
Galilejské jezero v noci, pohled z Tiberiady
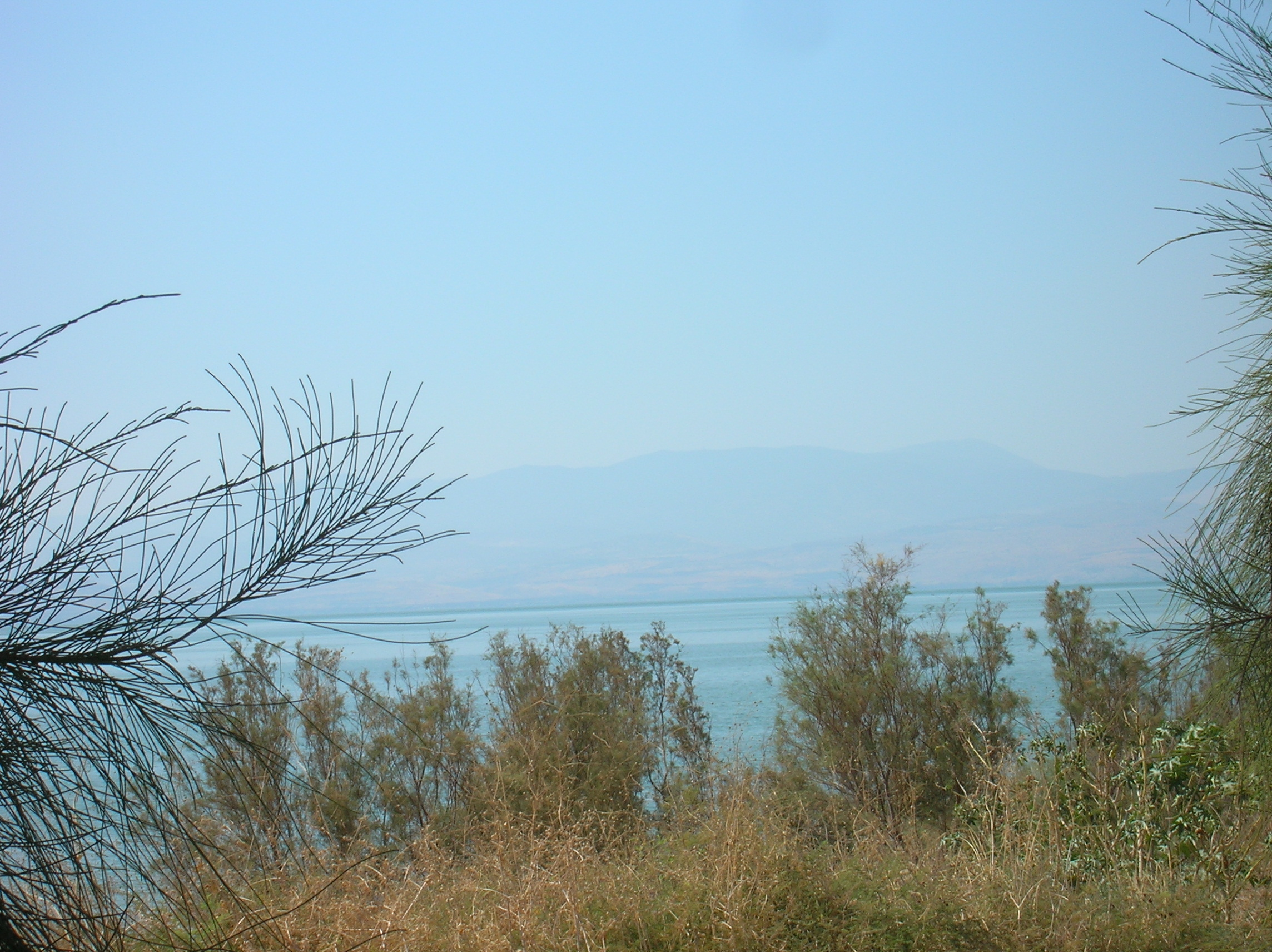
Galilejské jezero
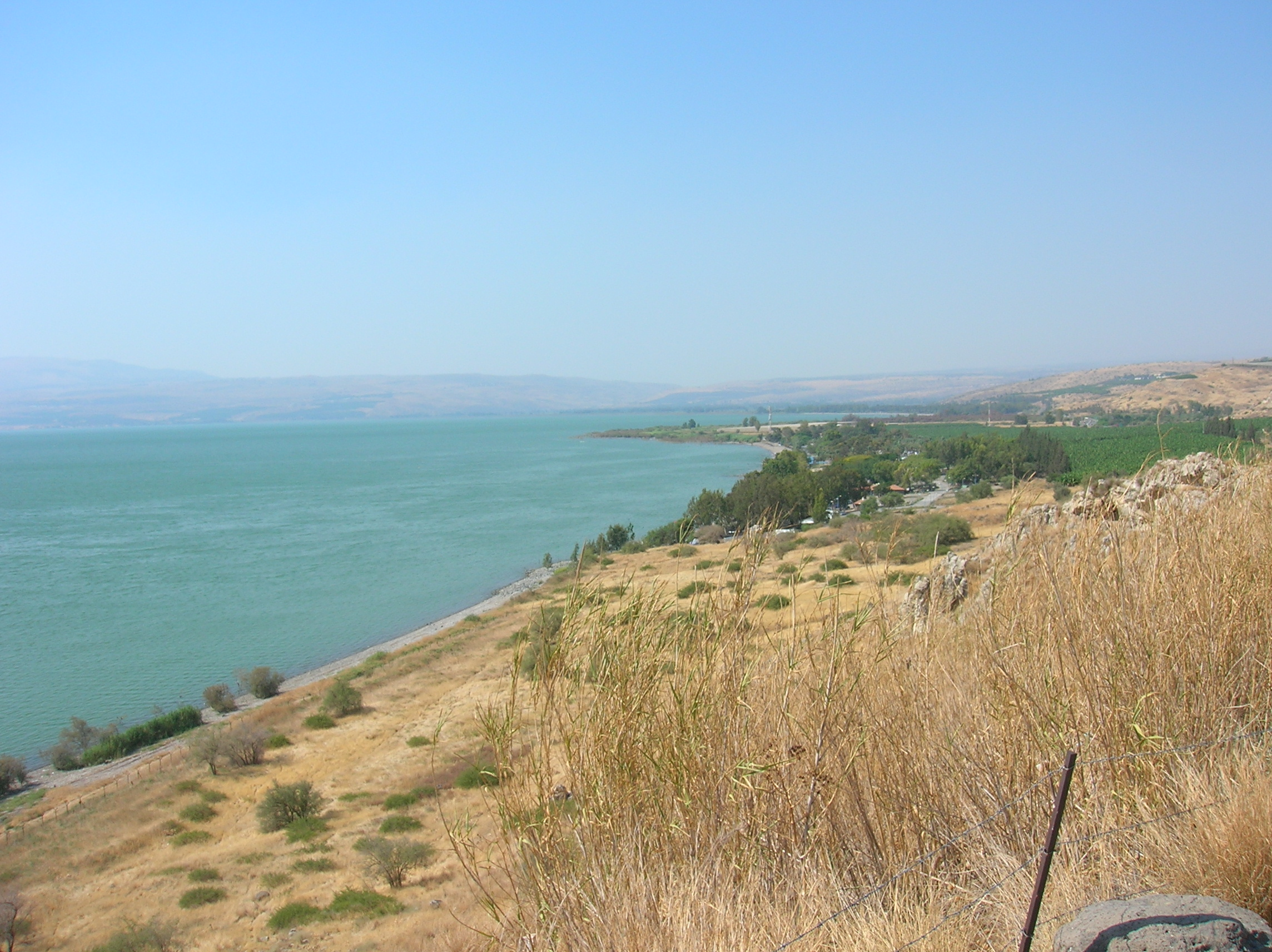
Galilejské jezero
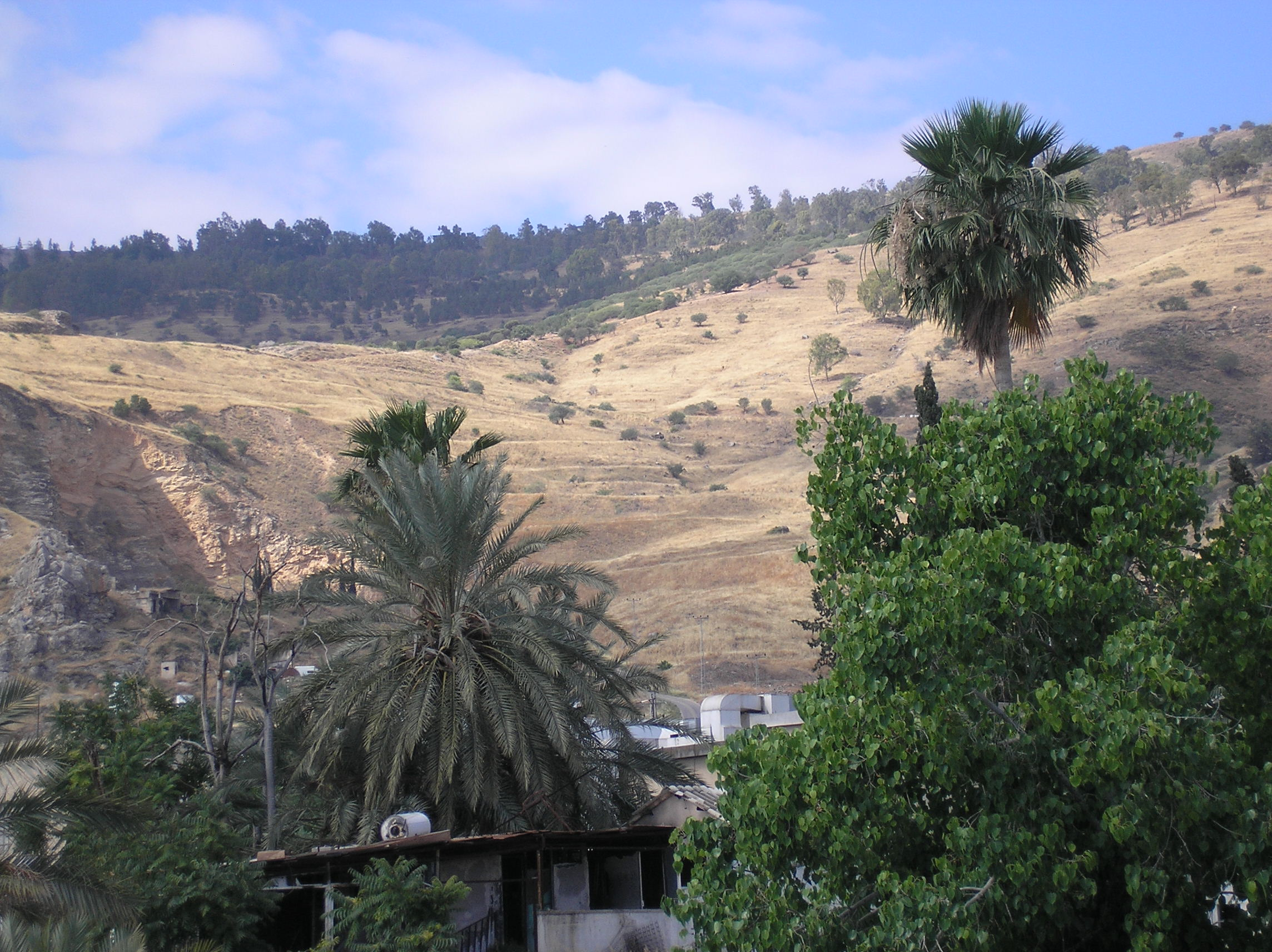
Okolí Tiberiady

## Partnerská města
- Allentown, Pensylvánie, USA, 1996
- Córdoba, Argentina
- Great Neck Plaza, New York, USA, 2002
- Milwaukee, Wisconsin, USA
- Montpellier, Francie, 1983
- Saint Paul, Minnesota, USA
- Saint-Raphael, Francie, 2007
- Tudela, Španělsko
- Tulsa, Oklahoma, USA
- Worms, Německo, 1986
- Wu-si, Čína, 2007